# ایلکر بودینوف
ایلکر بودینوف (انگلیسی: Ilker Budinov؛ زادهٔ ۱۱ اوت ۲۰۰۰) بازیکن فوتبال اهل بلغارستان است.